# Ordine del re Abd al-Aziz
L'Ordine di ʿAbd al-ʿAzīz Al Saʿūd è il più alto tra gli ordini cavallereschi dell'Arabia Saudita.

## Storia
Nel 1971 l'introduzione degli ordini cavallereschi venne approvata da un regio decreto ed i primi di essi a venire fondato sono stati il Gran Collare di Badr e questo ordine. Tuttavia, quest'ultimo era stato assegnato prima di tale data in modo non sistematico già dal tempo di re Sa'ud (come nel caso di Hamad bin Isa Al Khalifa). Le prime versioni sono state prodotte da Bichay al Cairo, Egitto.
Esso viene concesso a residenti e non dell'Arabia Saudita che si siano distinti largamente nei confronti del regno o per grandi meriti di coraggio.

## Classi
L'Ordine comprende i seguenti gradi di benemerenza:
- Collare
- Membro di I Classe
- Membro di II Classe
- Membro di III Classe
- Membro di IV Classe
- Membro di V Classe
- Membro di VI Classe
- Membro di VII Classe

## Insegne
La medaglia dell'Ordine consiste in una stella esagonale smaltata di bianco e bordata di verde da cui si dipanano sette braccia a forma di spada smaltate di bianco e bordate d'oro, all'incontro delle quali si trova un raggio quadragonale d'oro. Al centro il medaglione riporta un'iscrizione in arabo col tawḥīd.
La placca riprende le medesime decorazioni della medaglia.
Il nastro è verde con una striscia d'oro per parte.
| Nastri               |                     |                    |                     |                      |                     |                    |
| Membro di VII Classe | Membro di VI Classe | Membro di V Classe | Membro di IV Classe | Membro di III Classe | Membro di II Classe | Membro di I Classe |